# 陈郁 (羽毛球运动员)
陈郁（1980年5月8日—），男，广西南宁人，中国羽毛球运动员。

## 簡歷
陈郁1993年12月进入广西壮族自治区羽毛球队；至1998年10月进入中国国家羽毛球隊集训，师从钟波。
2002年及2003年，陈郁连续两年蝉联全国羽毛球锦标赛男子单打冠军；其後，他又获得了2003年丹麦和新加坡两站公开赛的冠军，更入選参加汤姆斯杯，最終協助中国贏得冠軍。
2006年7月，陈郁在泰国羽毛球公开赛连赢李宗伟、文萨·波萨那、陈宏和陈金等高手，拿到了自己职业生涯第一个高星级赛事的冠军。
2010年1月，陈郁正式從羽毛球世界聯會註冊退役。

## 主要比賽成績
只列出曾進入準決賽的國際賽事成績：
| 年份   | 賽事                   | 公開賽級別 | 項目     | 成績   |
| ------ | ---------------------- | ---------- | -------- | ------ |
| 2006年 | 亞洲羽毛球錦標賽       | 其他       | 男子單打 | 季軍   |
| 2006年 | 泰國羽毛球公開賽       |            | 男子單打 | 冠軍   |
| 2006年 | 羽毛球世界盃           | 其他       | 男子單打 | 亞軍   |
| 2007年 | 德國羽毛球大獎賽       | 大獎賽     | 男子單打 | 亞軍   |
| 2007年 | 全英羽毛球超級賽       | 超級賽     | 男子單打 | 亞軍   |
| 2007年 | 新加坡羽毛球超級賽     | 超級賽     | 男子單打 | 亞軍   |
| 2007年 | 世界羽毛球錦標賽       | 其他       | 男子單打 | 季軍   |
| 2007年 | 俄羅斯羽毛球黃金大獎賽 | 黃金大獎賽 | 男子單打 | 準決賽 |
| 2008年 | 馬來西亞羽毛球超級賽   | 超級賽     | 男子單打 | 準決賽 |

| 2007-2017年 | 首要超級賽 | 超級賽 | 黃金大獎賽 | 大獎賽 | 國際挑戰賽 | 國際系列賽 | 未來系列賽 | 其他 |

### 奧運會和世錦賽參賽紀錄
|          | 2007 |
| -------- | ---- |
| 男子單打 | 季軍 |